# Moio della Civitella
Moio della Civitella è un comune italiano di 1 803 abitanti della provincia di Salerno in Campania.

## Geografia fisica

### Territorio
Centro agricolo del basso Cilento, situato alle falde nordoccidentali del Monte Sacro (1705 m), nell'alta valle del torrente Badolato, affluente di sinistra del fiume Alento. L'abitato si addossa alle pendici del monte Civitella (818 m).
- Classificazione sismica: zona 2 (sismicità media), Ordinanza PCM. 3274 del 20/03/2003.

### Clima
La stazione meteorologica più vicina è quella di Casal Velino. In base alla media trentennale di riferimento 1961-1990, la temperatura media del mese più freddo, gennaio, si attesta a +8,7 °C; quella del mese più caldo, agosto, è di +25,7 °C.

## Storia
Sulla sommità del colle sono stati scavati i resti di mura greche e di costruzioni di età romana. In età magnogreca, vi era ubicato un avamposto difensivo (phrourion) della città di Elea, aperto sull'entroterra dell'attuale Cilento, strategicamente collocato e ben munito di fortificazioni, poiché destinato a proteggere dai Lucani l'esiguo territorio agricolo di cui poteva disporre la chora della polis eleate, la cui vocazione restava essenzialmente marittima e commerciale. La civitella esibisce ritrovamenti riferibili a un'epoca tardo arcaica, mentre più recente è la costruzione della cinta muraria ad anello, avvenuta a cavallo tra V e IV secolo a.C..
I resti della rocca greca fortificata sono costituiti da grossi blocchi regolarmente squadrati, disposti in opera pseudoisodoma con eccellente tecnica muraria.
La fortificazione (proteichisma) si conserva per gran parte del perimetro di circa ottocento metri. Sul versante meridionale, dominante i valichi montani, si distingue una porta (porta sud) particolarmente munita, articolata e rifinita del secolo IV a.C., laddove sul lato orientale le fortificazioni assumono notevole spessore e imponenza.
Nell'area interna si intravedono resti di abitazioni e di una area sacra (?). Una cappella, probabilmente dei secoli XIV-XV, è oggi completamente trasformata da costruzioni e rifacimenti del secolo scorso.
Nel Medioevo Moio, molto probabilmente, appartenne come casale a Vallo della Lucania. Nel secolo XVIII il borgo era possesso della famiglia Pepe con il titolo di baronia.
Dal 1811 al 1860 ha fatto parte del circondario di Vallo, appartenente all'omonimo distretto del Regno delle Due Sicilie.
Dopo l'annessione al Regno d'Italia, per distinguersi dagli altri comuni con toponimi simili, il nome del comune fu mutato da Moio a quello attuale Ha fatto parte del mandamento di Vallo della Lucania, appartenente all'omonimo circondario.
Dal 1928 al 1945 il comune fu aggregato a quello di Vallo della Lucania.

## Società

### Evoluzione demografica
Abitanti censiti

## Cultura

### Eventi

#### Mojoca
Nel primo weekend di agosto si svolge nel Comune la manifestazione Mojoca Festival. Un evento culturale all'aperto che raccoglie nel centro storico del paese acrobati, giocolieri, musicisti, clown e artisti di strada nazionali ed internazionali.

## Economia
La maggior parte della superficie agraria è interessata dalle colture della vite, dell'olivo e dei cereali. Estesi sono i boschi di castagno e i pascoli che favoriscono l'allevamento dei bovini, ovini e suini. Vi operano anche aziende artigiane nei settori alimentari, del vestiario e del legno

## Infrastrutture e trasporti

### Principali arterie stradali
- Strada regionale 488/d Innesto SP 47 (bivio Stio)-Innesto SP 142 (bivio Campora)-Innesto SP 47 (bivio Moio della Civitella).
- Strada regionale 488/e Innesto SP 47 (bivio Cardile)-Moio della Civitella-Innesto SS 18 (Vallo della Lucania).
- Strada provinciale 47 Innesto SR 488 (Stio)-Bivio SP 56 (Orria)-Bivio SP 370-Bivio SP 80-Cardile-Innesto SR 488(Moio).
- Strada provinciale 142 Innesto SR 488 (Ponte Rotto)-Campora-Innesto SR 488(Retara).
- Strada provinciale 148 Moio della Civitella-Pellare-Stoleo.
- Strada provinciale 372 Civitella di Moio.
- Strada provinciale 373 Santa Caterina di Moio.

## Amministrazione

### Sindaci
| Periodo        | Periodo        | Primo cittadino  | Partito              | Carica  | Note |
| -------------- | -------------- | ---------------- | -------------------- | ------- | ---- |
| 6 giugno 1993  | 27 aprile 1997 | Giovanni De Vita | lista civica         | Sindaco |      |
| 27 aprile 1997 | 28 maggio 2006 | Sabato Puglia    | centro-sinistra      | Sindaco |      |
| 29 maggio 2006 | 15 maggio 2011 | Antonio Gnarra   | lista civica         | Sindaco |      |
| 16 maggio 2011 | 5 giugno 2016  | Antonio Gnarra   | lista civica La Vite | Sindaco |      |
| 5 giugno 2016  | 3 ottobre 2021 | Enrico Gnarra    | lista civica La Vite | Sindaco |      |
| 4 ottobre 2021 | in carica      | Enrico Gnarra    | lista civica Insieme | Sindaco |      |

### Altre informazioni amministrative
Il comune fa parte della comunità montana Gelbison e Cervati e dell'unione dei comuni Valle dell'Alento.
Le competenze in materia di difesa del suolo sono delegate dalla Campania all'autorità di bacino regionale Sinistra Sele e all'autorità di bacino interregionale del fiume Sele.